# إبتينيزوماب
إبتينيزوماب(Eptinezumab)، الذي يُباع تحت الإسم التجاري فيبتي(Vyepti )، هو دواء يستخدم للوقاية من الصداع النصفي لدى البالغين.  تحديدا لدى أولئك الذين يعانون من أربع نوبات صداع نصفي على الأقل شهريًا.  و يعطى عن طريق الحقن التدريجي في الوريد . 
وتشمل الآثار الجانبية الشائعة لهذا العلاج على؛ سيلان الأنف و ردود الفعل التحسسية.  في حين أنه لا يوجد دليل على وجود ضرر أثناء الحمل، إلا أن هذا الجانب لم يدرس بشكل جيد.  و هو جسم مضاد وحيد النسيلة يمنع الببتيدات المرتبطة بجينات الكالسيتونين (CGRP). 
تمت الموافقة عليه للاستخدام الطبي في الولايات المتحدة في عام 2020 و أوروبا و المملكة المتحدة في عام 2022.    ففي الولايات المتحدة تبلغ التكلفة حوالي 1700 دولار أمريكي للجرعة الواحدة اعتبارًا من عام 2022.  تتم دراسته حاليا لدى حالات الصداع العنقودي. 